# Gbélo
 (mai 2010).
Si vous disposez d'ouvrages ou d'articles de référence ou si vous connaissez des sites web de qualité traitant du thème abordé ici, merci de compléter l'article en donnant les références utiles à sa vérifiabilité et en les liant à la section « Notes et références ».
Gbélo est un village Mahou en Côte d'Ivoire, situé au sud de la préfecture de Touba et au sud-est de la sous-préfecture de Ouaninou. Il est dans la région du Bafing, département de Ouaninou, il a été fondé en 1780 par le patriarche Diomandé Vassidoh , chasseur venu de Fouenan, chef-lieu de canton Famossi, à la recherche d’un abri. Ainsi il créa Gbèlotoufè, ancien village de Gbèlo. Après avoir fini de créer le village, il fut rejoint quelques années plus tard par Diomandé Valanzé Doun également chasseur venu de Ganhoue. Unis par un pacte, les deux frères Diomandé sont devenus propriétaires terriens et ils  formèrent une seule famille appelée Gbelôloudié. Quelques années plus tard les Gbelôloudié ont offert l'hospitalité au tout premier patriarche de la famille Sakoulah Diomande Miangoman, venu du village voisin Mandougou.  Gbélo a été érigé en sous-préfecture le 14 juin 2009 par le président Laurent Gbagbo lors de sa visite d'Etat dans le Grand Ouest. Le village historique de Gbélo fut le chef-lieu du Canton Toubakô et a possédé l'un des derniers chefs de canton  mahou, Vassoitché Diomande de la famille Sakoulah. Il regorge de nombreux sites touristiques, dont les tombes des patriarches Diomandé.